# Carigradski drum
Carigradski drum ili Stambolska džada bio je jedna od najvažnija prometnica Balkanskog poluotoka. Taj put su trasirali Rimljani, a spajao je Singidunum (Beograd) s Carigradom (Istanbul). Rimljani su ga nazvali Via militaris (Vojnički put, Vojnička cesta).
Ovo je putna komunikacija kojom su se odvijale skoro sve seobe preko Balkanskog poluotoka. Tuda su prodirali Goti, Avari i Slaveni. U isto vrijeme, to je bio glavni put za Bizant i kojim su branjene granice Bizantskog Carstva. Većina puteva iz Bosne imala je svoje putne krakove, koji su se nadovezivali na Carigradski drum. Ovaj put je bio od strateškog interesa i u osmansko doba. I u srednjem vijeku bio je najkraća kopnena veza Carigrada s Bečom i Mlecima. U osmanskom razdoblju na ovom je drumu sagrađen veliki broj mostova. Najveći most na ovom drumu je Most Mehmed-paše Sokolovića u Višegradu. Poslije mira u Hadrianopolu 1828. Carigradski drum se smatrao neutralnim zemljištem, dostupnim svim prolaznicima.